# 蘆原市
蘆原市（日语：／ Awara shi）為位於日本福井縣最北端的市，轄區西南部屬於福井平原，東半部為山區，北側為加越台地，以北潟湖與石川縣為界。

## 人口
| 蘆原市人口分布圖 |                                               |  |
| 蘆原市與日本全國年齡別人口分布比較圖 （2005年資料） | 蘆原市的年齡、男女別人口分布圖 （2005年資料） |  |
| ■紫色是蘆原市 ■綠色是全国 | ■藍色是男性 ■紅色是女性                       |  |
| 蘆原市人口變化 \| 1970年 \| 29,436人 \| \| \| 1975年 \| 30,238人 \| \| \| 1980年 \| 30,975人 \| \| \| 1985年 \| 31,830人 \| \| \| 1990年 \| 31,743人 \| \| \| 1995年 \| 32,432人 \| \| \| 2000年 \| 32,178人 \| \| \| 2005年 \| 31,081人 \| \| \| 2010年 \| 29,989人 \| \| \| 2015年 \| 28,729人 \| \| \| 2020年 \| 27,524人 \| \| |                                               |  |
| 資料來源：日本總務省統計中心提供之人口普查數據 |                                               |  |
| 1970年 | 29,436人                                      |  |
| 1975年 | 30,238人                                      |  |
| 1980年 | 30,975人                                      |  |
| 1985年 | 31,830人                                      |  |
| 1990年 | 31,743人                                      |  |
| 1995年 | 32,432人                                      |  |
| 2000年 | 32,178人                                      |  |
| 2005年 | 31,081人                                      |  |
| 2010年 | 29,989人                                      |  |
| 2015年 | 28,729人                                      |  |
| 2020年 | 27,524人                                      |  |

## 歷史
現在的蘆原市轄區過去在令制國時代屬於越前國坂井郡，在16世紀至19世紀期間的江戶時代，大部分區域為幕府直屬或是福井藩的領地，也有少部分區域屬於丸岡藩；19世紀末明治維新後先後改隸屬本保縣、福井縣和丸岡縣；不過在1871年年底進行的第一次府縣整併中，全數區域被整併為新設立的福井縣，但當時的福井縣在1872年旋即更名為足羽縣。
1873年隨著足羽縣被併入敦賀縣，不過敦賀縣在1876年也遭到廢除，本地被改劃入石川縣，直到1881年才將原本敦賀縣的轄區重新恢復設縣；不過重新設立的新縣因為縣廳設在福井，因而新縣被命名為福井縣。
1889年日本實施町村制，現在的蘆原市轄區在當時分屬蘆原村、吉崎村、細呂木村、坪江村、劍岳村、伊井村、金津町、本莊村共八個行政區劃；歷經1950年代的昭和大合併後，這八個行政區劃被整併為位於西半部的蘆原町和位於東半部的金津町，2000年代日本政府再次啟動平成大合併，蘆原町和金津町於2004年合併為蘆原市。

### 變遷表
| 1889年4月1日 | 1889年 - 1912年             | 1912年 - 1944年             | 1945年 - 1954年            | 1955年 - 1989年            | 1989年 - 現在             | 現在                      |
| ------------ | --------------------------- | --------------------------- | -------------------------- | -------------------------- | ------------------------- | ------------------------- |
| 蘆原村       | 蘆原村                      | 1935年2月11日 改制為蘆原町  | 1935年2月11日 改制為蘆原町 | 1955年3月31日 合併為蘆原町 | 2004年3月1日 合併為蘆原市 | 2004年3月1日 合併為蘆原市 |
| 本莊村       |                             |                             |                            | 1955年3月31日 合併為蘆原町 | 2004年3月1日 合併為蘆原市 | 2004年3月1日 合併為蘆原市 |
| 吉崎村       | 1897年4月1日 更名為北潟村   | 1897年4月1日 更名為北潟村   | 1897年4月1日 更名為北潟村  | 1955年3月31日 合併為蘆原町 | 2004年3月1日 合併為蘆原市 | 2004年3月1日 合併為蘆原市 |
| 吉崎村       | 1897年4月1日 分出設立吉崎村 | 1897年4月1日 分出設立吉崎村 | 1954年10月5日 合併為金津町 | 1954年10月5日 合併為金津町 | 2004年3月1日 合併為蘆原市 | 2004年3月1日 合併為蘆原市 |
| 細呂木村     |                             |                             | 1954年10月5日 合併為金津町 | 1954年10月5日 合併為金津町 | 2004年3月1日 合併為蘆原市 | 2004年3月1日 合併為蘆原市 |
| 坪江村       |                             |                             | 1954年10月5日 合併為金津町 | 1954年10月5日 合併為金津町 | 2004年3月1日 合併為蘆原市 | 2004年3月1日 合併為蘆原市 |
| 伊井村       |                             |                             | 1954年10月5日 合併為金津町 | 1954年10月5日 合併為金津町 | 2004年3月1日 合併為蘆原市 | 2004年3月1日 合併為蘆原市 |
| 金津町       |                             |                             | 1954年10月5日 合併為金津町 | 1954年10月5日 合併為金津町 | 2004年3月1日 合併為蘆原市 | 2004年3月1日 合併為蘆原市 |
| 劍岳村       | 劍岳村                      | 劍岳村                      | 劍岳村                     | 1955年2月15日 併入金津町   | 2004年3月1日 合併為蘆原市 | 2004年3月1日 合併為蘆原市 |

## 行政
2004年蘆原市剛成立之時，利用原本金津町公所及蘆原町公所的廳舍採分廳方式辦公，直到2007年才全數集中至金津町的廳舍集中辦公，而蘆原町則改設置市民課蘆原分室。

### 歷任市長
| 屆         | 姓名       | 上任日期      | 卸任日期       | 備註                                                                             |
| ---------- | ---------- | ------------- | -------------- | -------------------------------------------------------------------------------- |
| 1          | 松木幹夫   | 2004年4月11日 | 2007年4月10日  | 原金津町町長，任內因計畫進行中學整併遭到反對，故於任內辭職重新參選，但未能連任。 |
| 2          | 橋本達也   | 2007年4月22日 | 2011年4月21日  | 於前市長的辭職重選中擊敗原任市長。                                               |
| 3          | 橋本達也   | 2011年4月22日 | 2015年4月21日  |                                                                                  |
| 4          | 橋本達也   | 2015年4月22日 | 2017年12月19日 | 因涉及醜聞而辭職。                                                               |
| 5          | 佐佐木康男 | 2018年2月4日  | 2022年2月3日   |                                                                                  |
| 6          | 森之嗣     | 2022年2月4日  | 現任           |                                                                                  |
| 參考資料： |            |               |                |                                                                                  |

## 交通

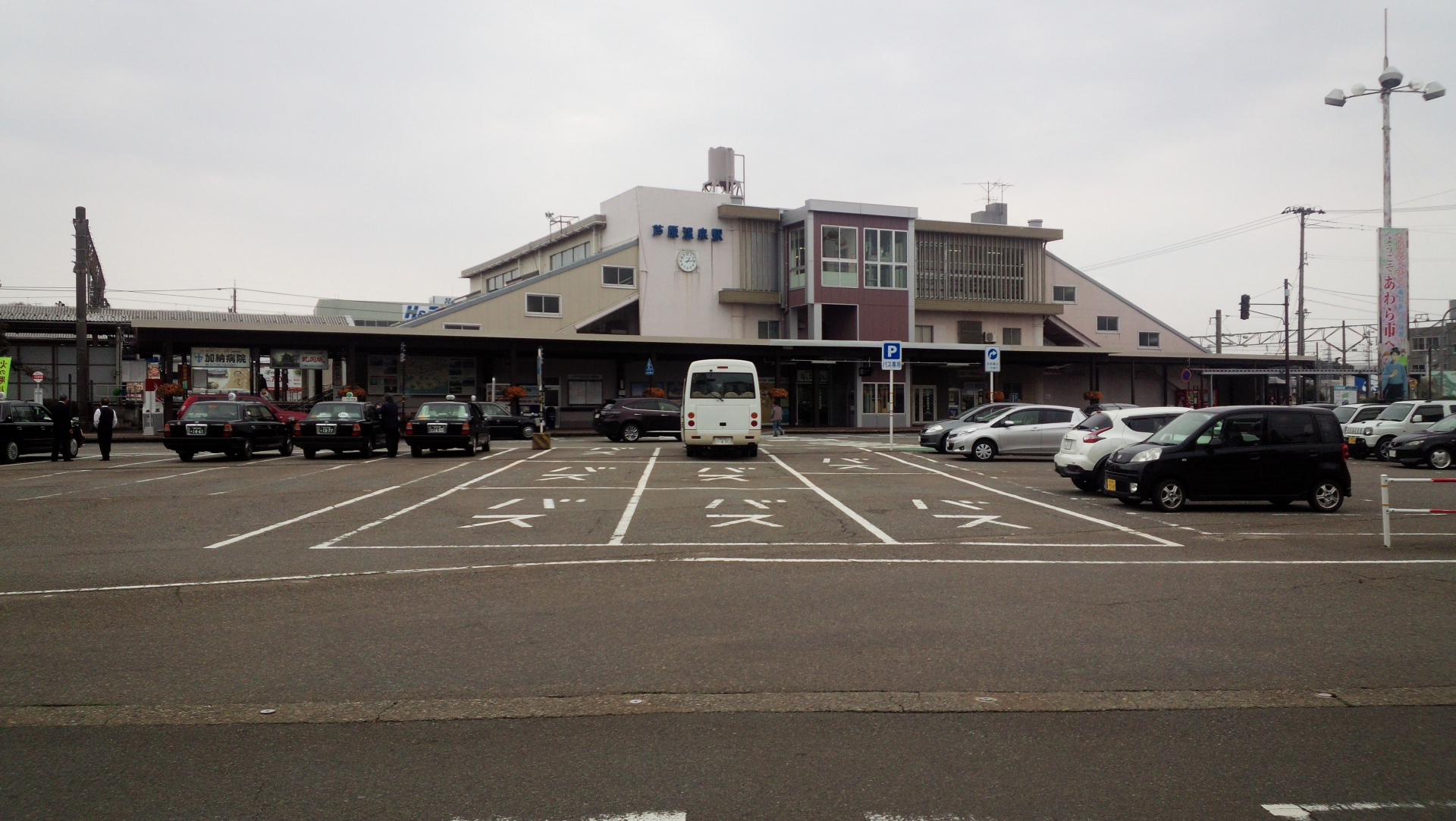
蘆原溫泉車站

蘆原溫泉站是本市的中心車站，一直以來靠特急雷鳥號列車連繫北陸、關西及近畿地區。隨西日本旅客鐵道北陸新幹線於2024年3月開通至敦賀並在此設站，更令與關東地區的距離拉近了不少。因應北陸新幹線的營運，北陸本線也轉換至Hapi-line Fukui線 。
除了Hapi-line Fukui線外，在轄區西部還有越前鐵道所經營的三國蘆原線通過，但這三國蘆原線和Hapi-line Fukui線這兩條鐵路並未在轄內交會，無法在市內直接轉乘。
過去在蘆原溫泉車站還曾有京福電氣鐵道所經營的永平寺線可往南經坂井市丸岡町地區至現在永平寺町的永平寺，但此路段已在1969年停止營運。
JR的蘆原溫泉車站雖然以「蘆原溫泉」命名，但距離該溫泉區仍有約十分鐘的車程距離，而真正位於蘆原溫泉旁的車站其實是越前鐵道的蘆原湯之町站。
高速公路北陸自動車道也以南北向通過轄內東部山區，在此設有金津交流道。
市內的客運路線主要由京福巴士所經營，同時也有針對觀光客經營的CANBUS。

### 鐵路
- Hapi-line Fukui
  - Hapi-line Fukui線：（←坂井市） - 蘆原溫泉站 - 細呂木站 - 牛之谷站 - （加賀市→）
- 越前鐵道
  - 三國蘆原線：（←坂井市） - 本庄站 - 番田站 - 蘆原湯之町站 - （坂井市）
- 西日本旅客鐵道
  - 北陸新幹線：（←加賀市） - 芦原温泉站 - （坂井市→）

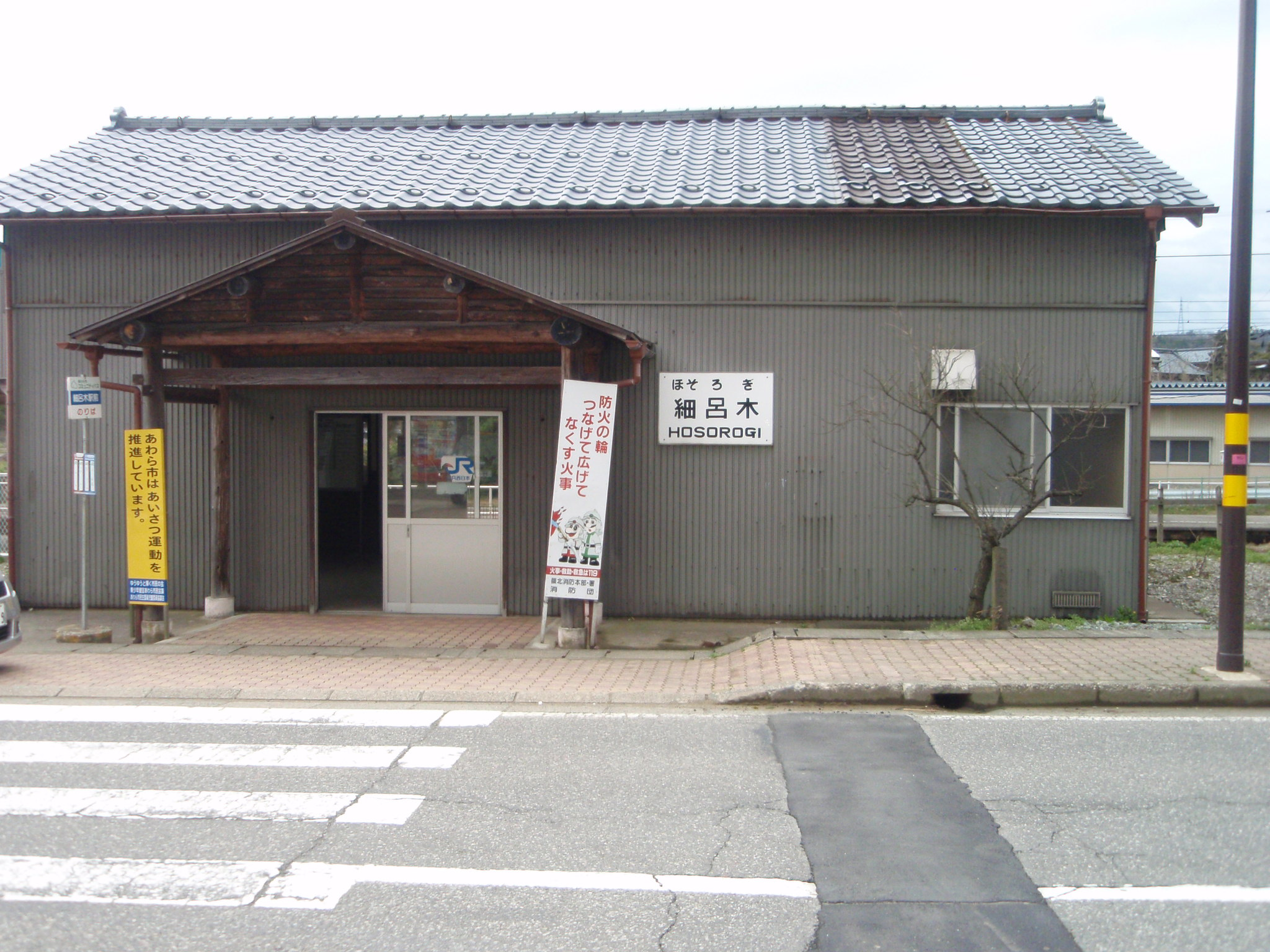
細呂木車站
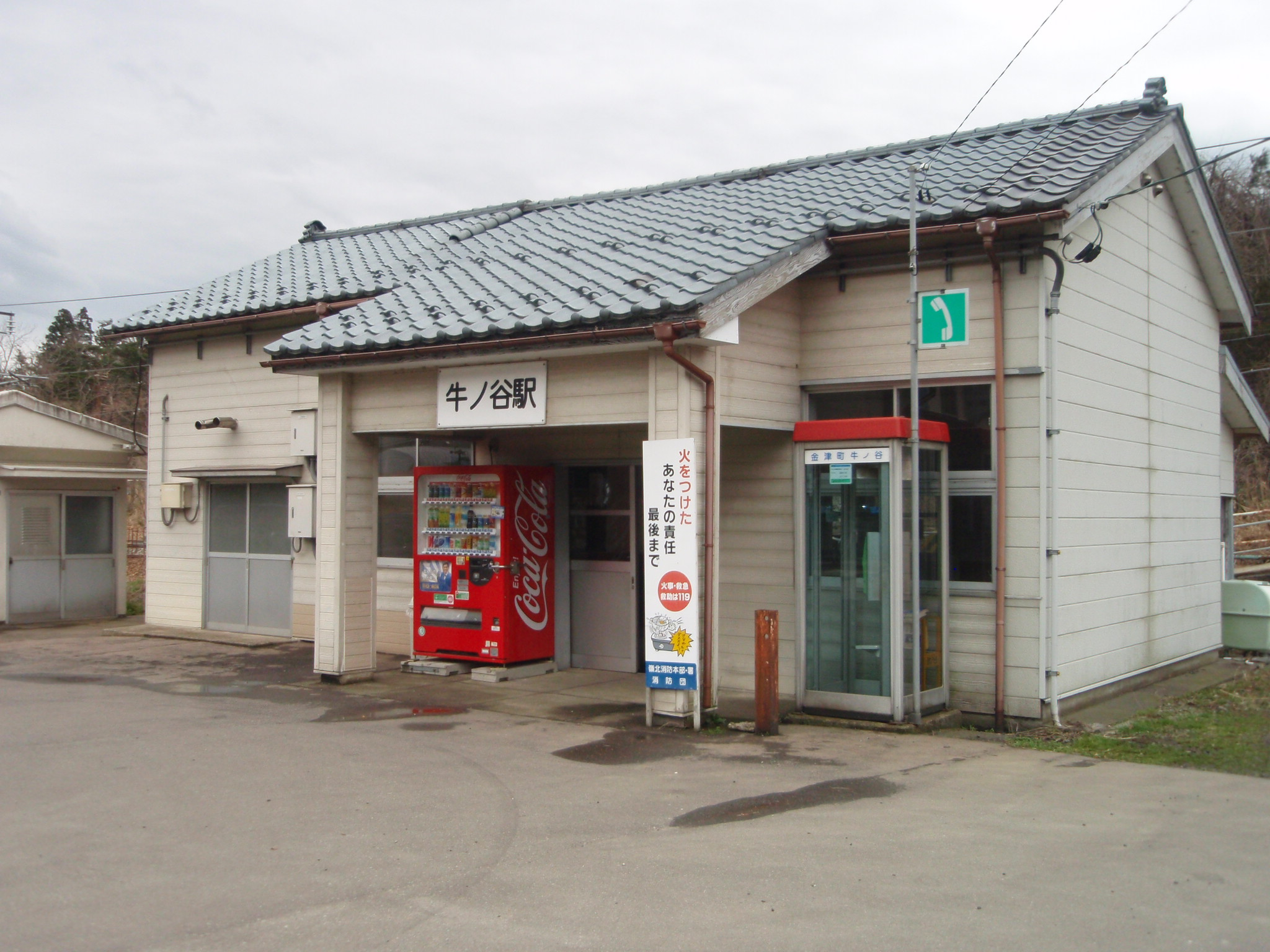
牛之谷車站
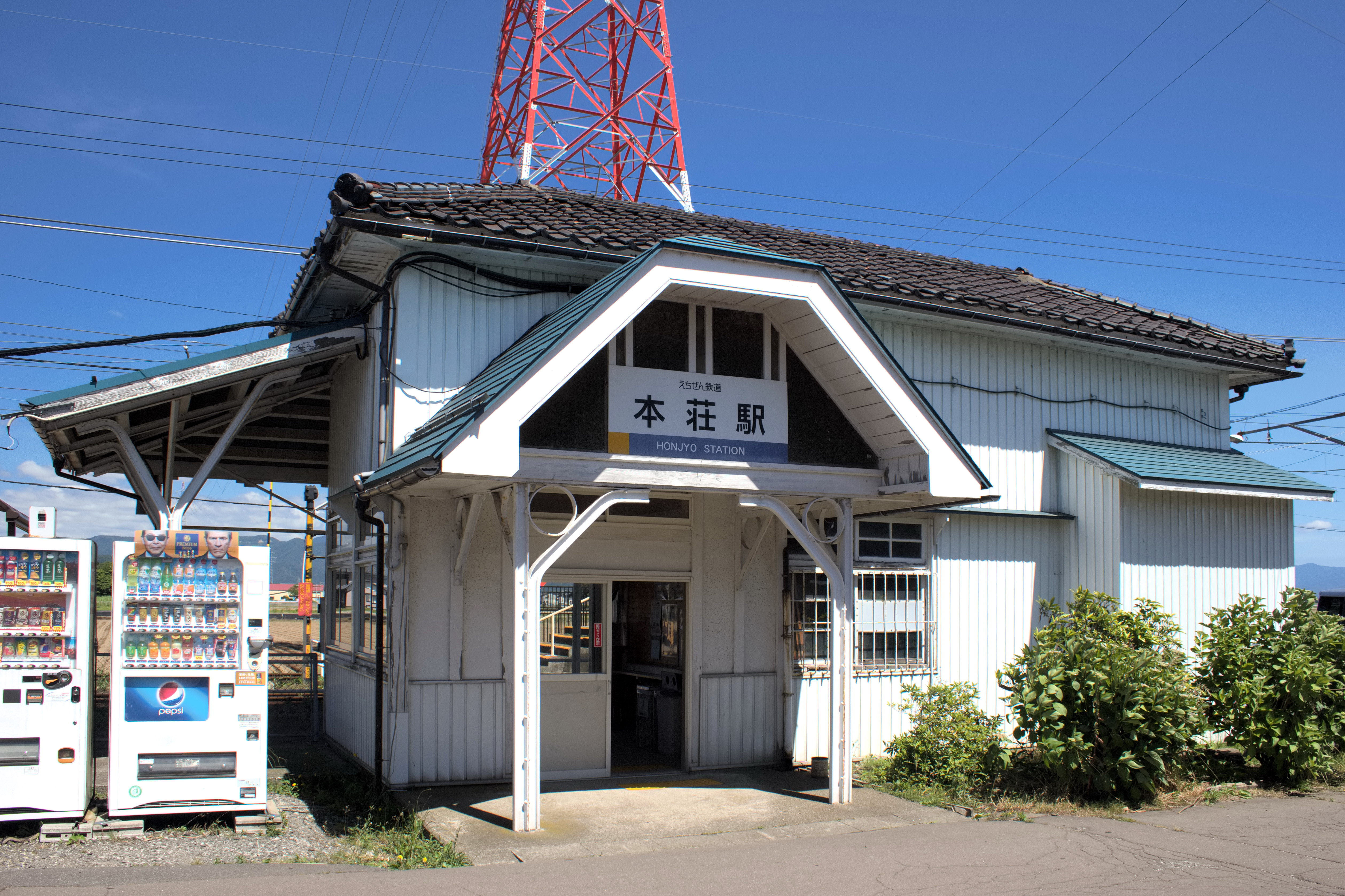
本莊車站
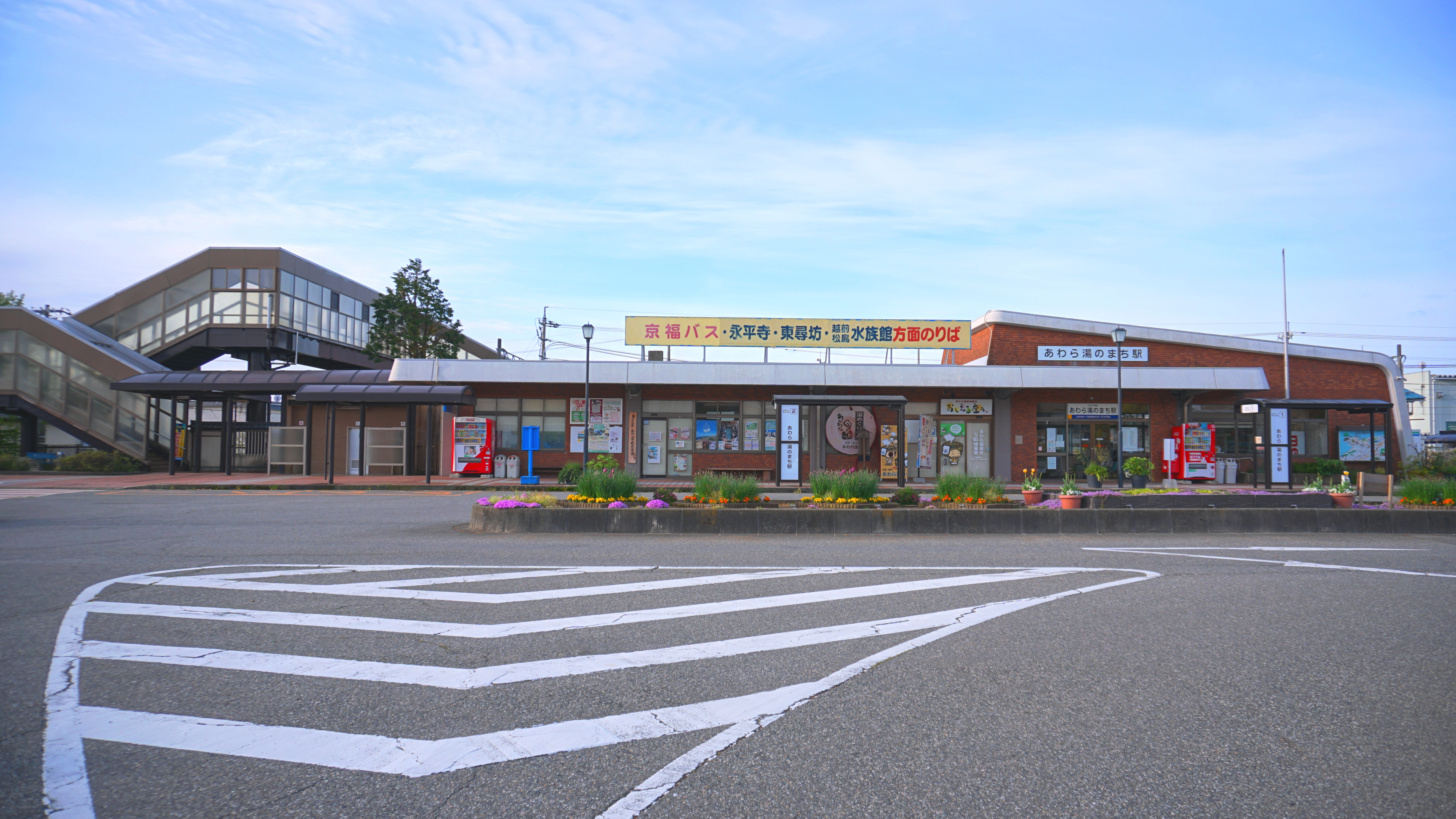
蘆原湯之町車站

### 公路
高速公路
- 北陸自動車道：（坂井市） - 金津交流道（日语：金津インターチェンジ） - （加賀市）

## 觀光資源
於1883年被發現的蘆原溫泉是福井縣內具代表性的溫泉，也是縣內唯一被列入名湯百選的溫泉。
位於轄區北部的北潟湖已被劃入越前加賀海岸國定公園的範圍，為位於丘陵地內因侵蝕而形成的細長淺狹湖泊，共有47種生物棲息於此；在湖畔建有多個公園及步道，每年六月也會在此舉辦「菖蒲花祭」，此時會有超過二十萬朵菖蒲花在此盛開。

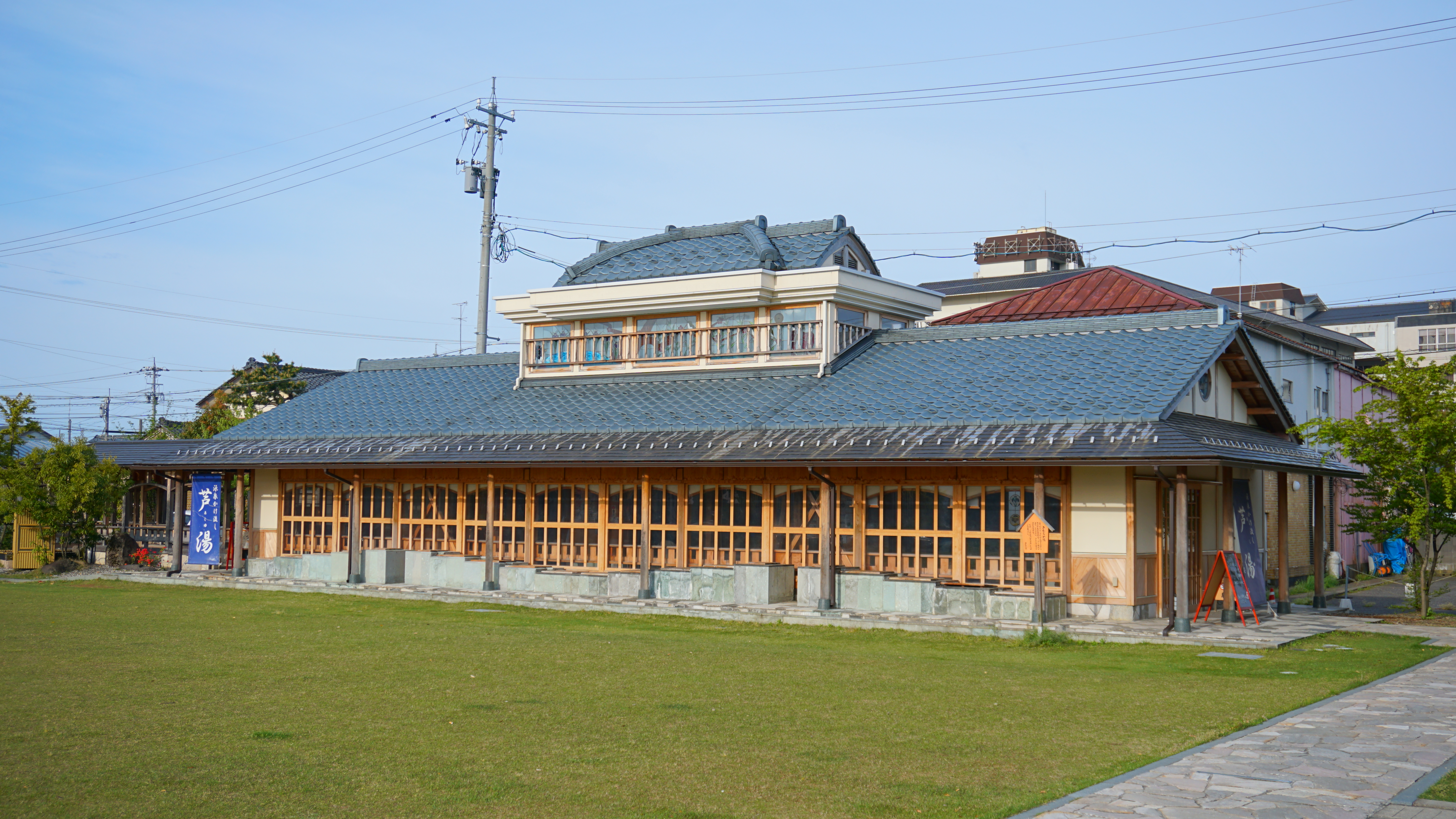
蘆原溫泉的公共足湯「蘆湯」
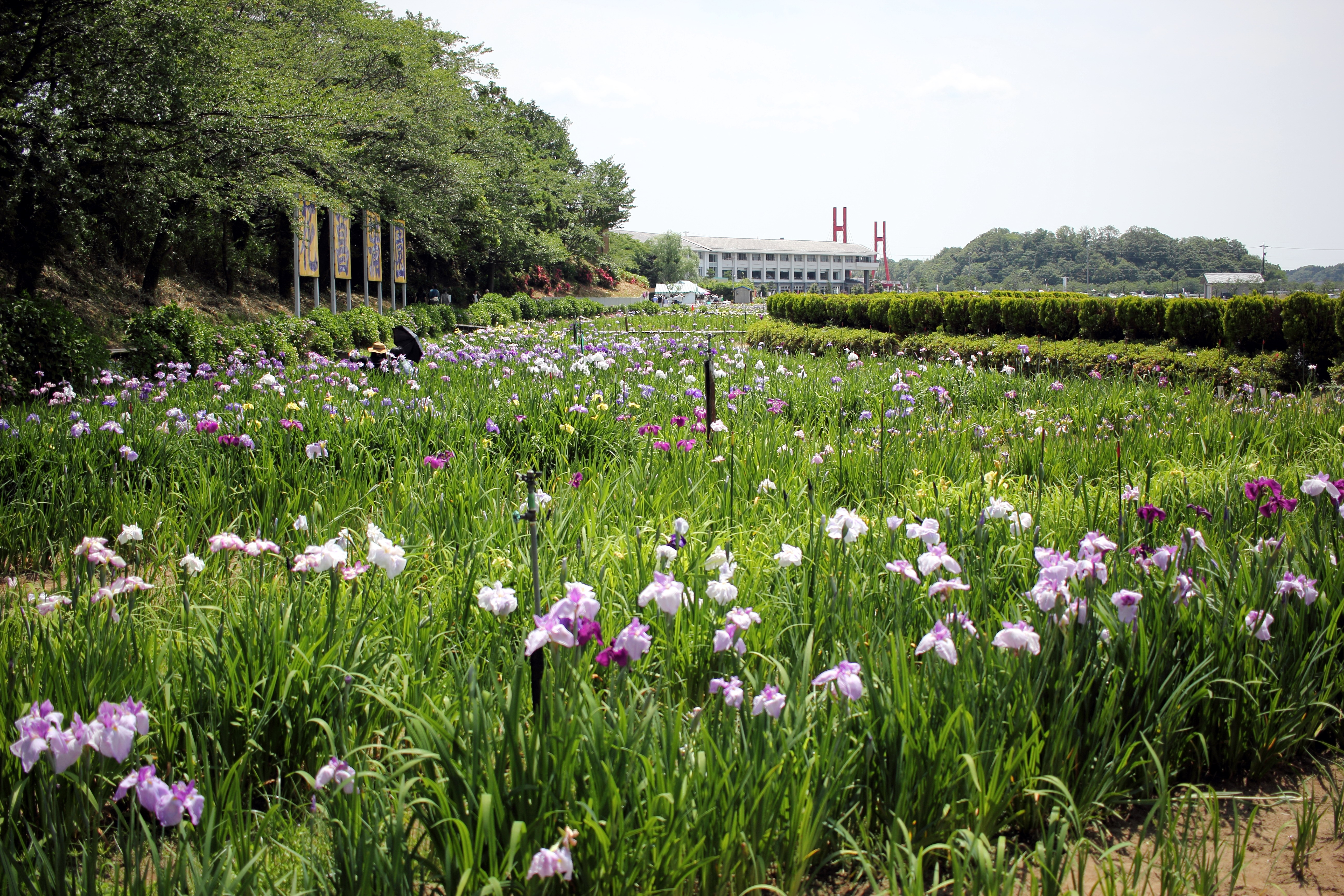
北潟湖畔的花菖蒲園

## 教育

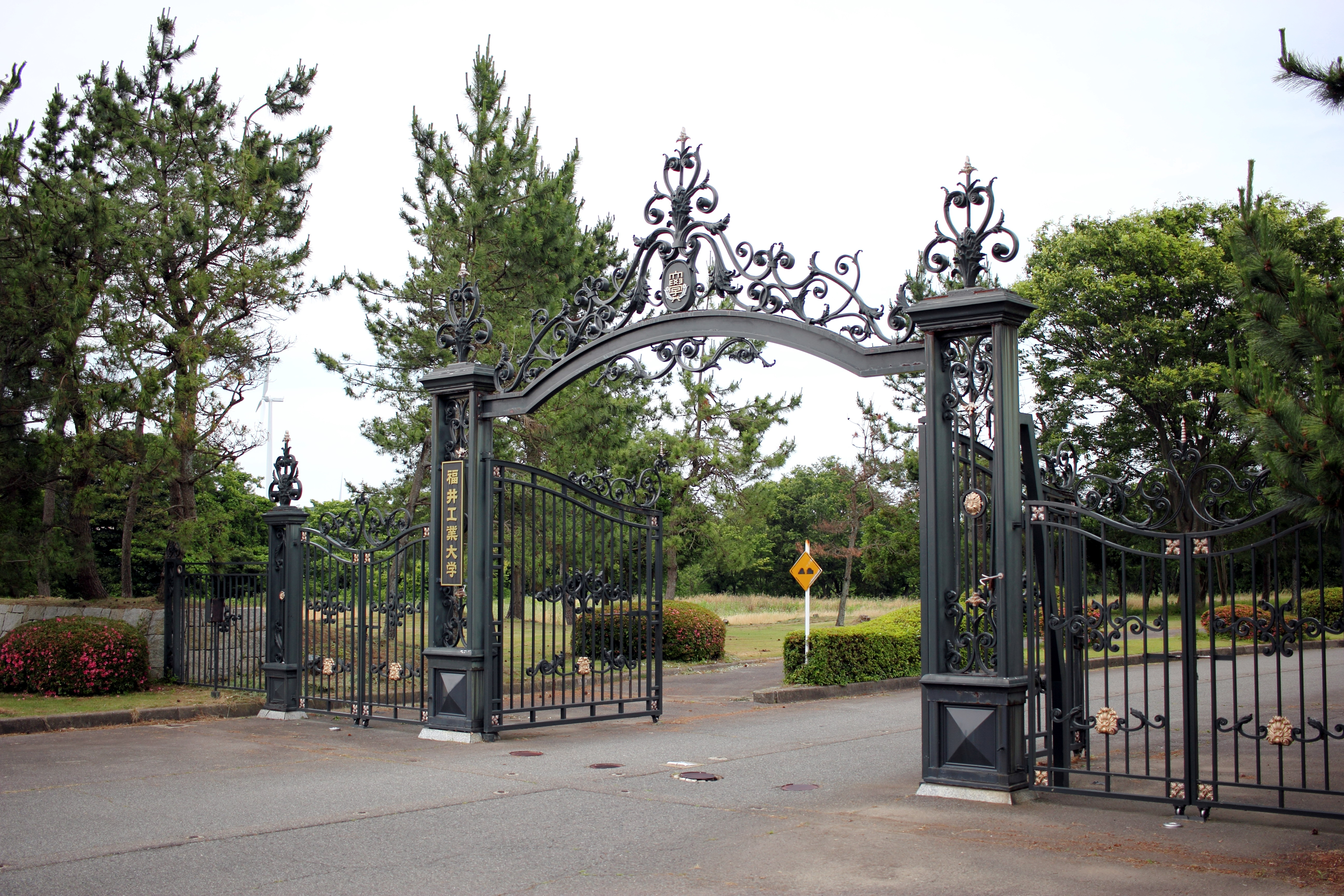
福井工業大學蘆原校區校門

福井工業大學自1984年起在轄內北部的北潟湖畔設有蘆原校區，校地面積近16萬平方公尺，主要由運動健康科學部及工學研究科所使用。
福井縣立大學也在2020年於轄區西部設立蘆原校區，主要由生物資源學部使用。

## 姊妹、友好城市

### 日本
- 下妻市（茨城縣）
過去在17世紀初期結城秀康受封越前國後，其家臣多賀谷三經（日语：多賀谷三経）獲得現在蘆原市柿原地區的領地，由於多賀谷三經出身自下妻城，兩地因此原因於2013年開始相互交流，2015年締結為姊妹都市。[20]
- 香美市（高知縣）
1973年由於蘆原溫泉車站與土佐山田車站締結為姊妹車站的緣故，兩個車站所代表的周邊行政區劃：舊金津町、蘆原町、三國町（日语：三国町）與高知縣土佐山田町（日语：土佐山田町）、香北町（日语：香北町）、物部村（日语：物部村 (高知県)）也共同締結為姊妹都市。在2000年代平成大合併時，金津町、蘆原町合併為蘆原市，三國町與其他行政區劃合併為坂井市，土佐山田町、香北町、物部村合併為香美市，2009年蘆原市與香美市再次締結為姊妹都市。[21]

## 備註
1. ↑  於1871年第一次設立的福井縣，與現在的福井縣沒有直接關係。
2. ↑  於1881年第二次設立的福井縣，與1871年設立的福井縣沒有直接關係。

## 外部連結
- （日語） 蘆原市觀光協會 （页面存档备份，存于）
- （日語） 花牌情緣 week in 蘆原 （页面存档备份，存于）
- （日語） 花牌情緣 week in 蘆原的Facebook專頁
- （日語） 花牌情緣 week in 蘆原的X（前Twitter）